# Rubén Rada
Omar Rubén Rada Silva (Montevidéu, 16 de julho de 1943), conhecido como "El Negro Rada", é um músico, compositor, percussionista e cantor uruguaio.

## Biografia
Seus primeiros passos na música foram ao dez anos como integrante da comparsa de negros "Morenada". Seu primeiro pseudônimo foi "Zapatito", porque já calçava sapatos tamanho 43. Dos 15 aos 16 anos saía em uma murga chamada "La Nueva Milonga". Nessa época cantava na orquestra tropical candombeira Cubanacán de Pedro Ferreira, um importante compositor de candombe uruguaio a quem Rada reconheceu como uma importante influência neste gênero. Aos 17 estreou como líder da banda Los Hot Blowers, com o pseudônimo "Richie Silver".

### Los Hot Blowers

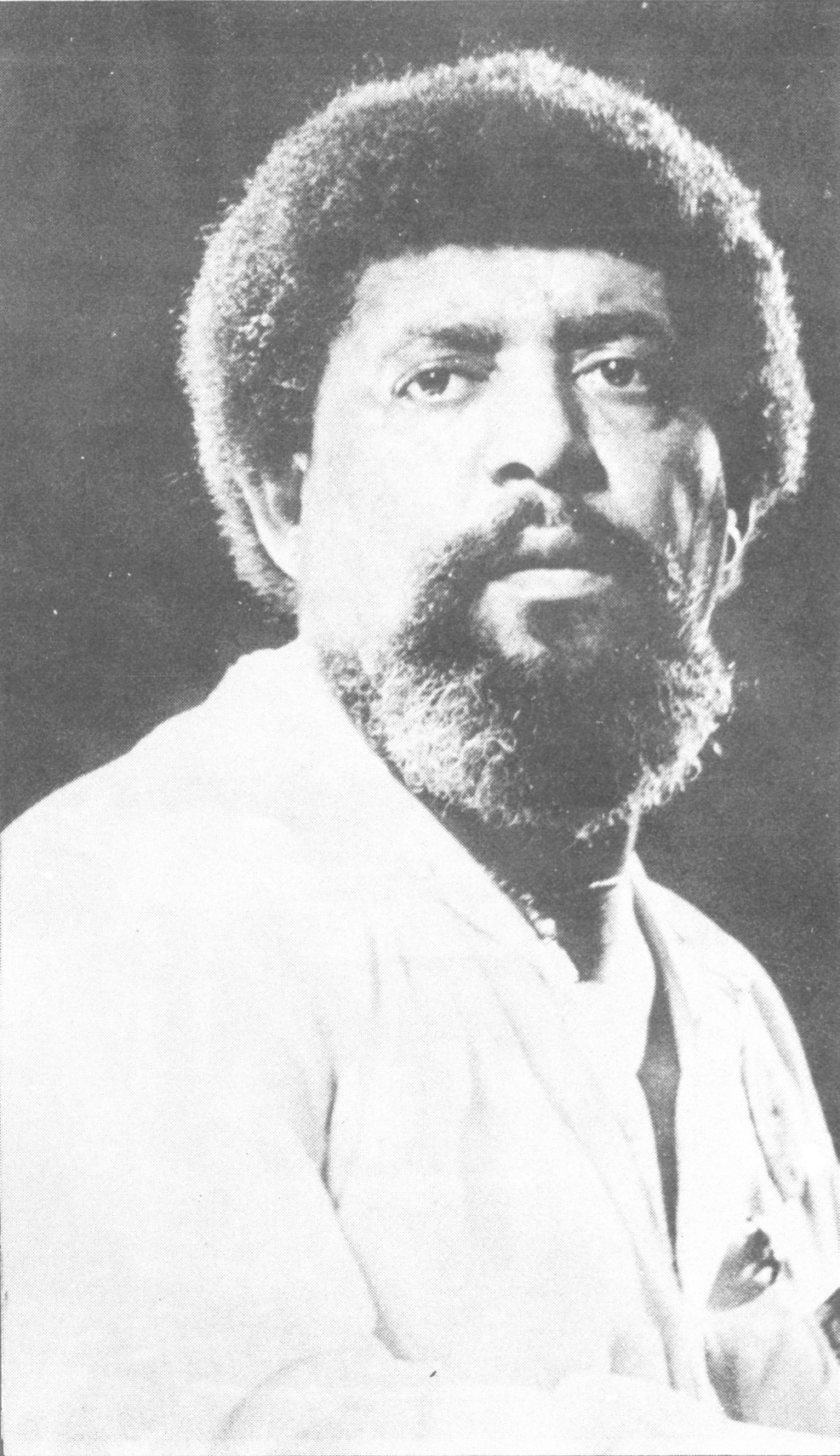
Rubén Rada em 1983.

No começo da década de 1960, Rada entra como vocalista de Los Hot Blowers, grupo formado pelo pianista Palo Mañosa, como um dos conjuntos do Hot Club de Montevideo. Integraram esta agrupação músicos notáveis como Federico García Vigil, Daniel "Bachicha" Lencina, los hermanos Hugo y Osvaldo Fattoruso, Enrique "Pelo" de Boni, Ringo Thielman, Dietrich Orttman, Morís Pardo, Tomás "Chocho" Paolini, Guillermo Facal, Moisés Rouso, Ramón "Bebe" Alfonso e o humorista Cacho De la Cruz.
Esta banda atingiu certo reconhecimento regional, conseguindo gravar três EP's e realizando uma extensa turnê pelo Chile.
Nas frequentes apresentações do grupo, tanto ao vivo quanto pela televisão, Rada ganhou o público não só por seu talento musical mas também por sua faceta humorística, associada desde então com a sua figura.

### Carreira solo

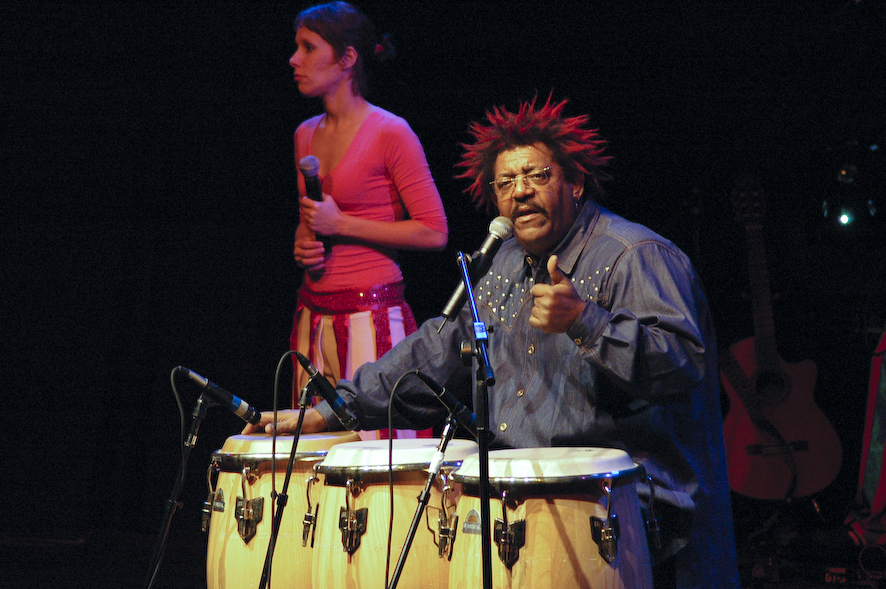
Rubén Rada em um concerto para crianças no Hotel Conrad de Punta del Este em 30 de julho de 2005.

Em 1969, com a canção "Si te vas", representa seu país no IV Festival da Canção do Rio de Janeiro; quem ganhou foi Joan Manuel Serrat com "Penélope" de Augusto Algueró.
Em julho de 2013 apresentou o álbum "Amoroso Pop" e em outubro desse mesmo ano abriu na cidade mexicana de Guanajuato o 41.° Festival Internacional Cervantino.

## Discografía

### Long Plays e Cds
- Circa 1968 (con El Kinto. 1968, editado a mediadios de la década de 1970)
- Rada (Sondor 33104. 1969)
- Musicasión 4 1/2 (con El Kinto. 1967-1969, editado en 1972 por sello "De la planta")
- Tótem (con Tótem. 1971)
- Descarga (con Tótem. 1972)
- Camerata Punta del Este (participación, 1974)
- Ruben Rada ... y Conjunto S.O.S. (1975)
- Radeces (Ayuí / Tacuabé a/e4. 1975)
- Magic Time (con Opa. Milestone Records, 1977)
- La Banda (1979)
- La Rada (1981)
- En familia (1982)
- La cosa se pone negra (disco ao vivo, 1983)
- Adar Nebur (Orfeo SCO 90746. 1984)
- La yapla mata (Orfeo SCO 90800. 1985)
- Siete vidas (1987)
- Botija de mi país (junto a Eduardo Mateo. Sondor 44439. 1987)
- Opa en vivo (con Opa. 1987)
- Pa'los Uruguayos (1989)
- Las aventuras de Nebbia/Rada (con Litto Nebbia. Melopea. 1990)
- Las aventuras de R. Rada y H. Fattoruso (con Hugo Fattoruso. Melopea. 1991)
- Terapia de murga (Melopea. 1991)
- Físico de rock (Sondor. 1991)
- Concierto por la vida (disco en vivo. Orfeo. 1992)
- Rada Factory  (1993)
- Botijas Band con Rubén Rada (Orfeo. 1996)
- Montevideo (Big World Music. 1995)
- Miscelánea negra (Ayuí / Tacuabé ae166cd. 1997)
- Rada en colores (comp. 1998)
- Black (Sony Music. 1998)
- Tengo un candombe para Gardel (comp.) (1999)
- Rada para niños (1999) - Discografía infantil. Rada para niños
- Montevideo dos (1999)
- Quién va a cantar (2000)
- Sueños de niño (2001) - Discografía infantil. Rada para niños
- Lo mejor de Rada para niños (comp. 2002) - Discografía infantil. Rada para niños
- Alegre caballero (Zapatito Records. 2002)
- Rubenrá[2](2003) - Discografía infantil. Rada para niños
- Candombe Jazz Tour (disco en vivo. 2004)
- Rada para niños en vivo (Cd y Dvd en vivo. 2005) - Discografía infantil. Rada para niños
- Rakatá (2006) - Discografía infantil. Rada para niños
- Richie Silver (2006)
- Varsovia (disco en vivo con Javier Malosetti. 2007)
- Bailongo (2008)
- Fan (Montevideo Music Group. 2009)
- CONFIDENCE, Rada Instrumental (Montevideo Music Group. 2011)
- Amoroso Pop (2013)
- Tango, milonga y candombe (2014)
- Allegro (2015)